# 上卡佩拉
上卡佩拉是巴西圣保罗州的一个市镇。总面积169.981平方公里，总人口16816人，人口密度98.9人/平方公里。